# Metropolia Zamboangi
Metropolia Zamboanga – jedna z 16 metropolii kościoła rzymskokatolickiego na Filipinach. Została ustanowiona 19 maja 1958 roku.

## Diecezje
- Archidiecezja Zamboanga
  - Diecezja Ipil
  - Prałatura terytorialna Isabela

## Metropolici
- Luis Valdesco Del Rosario (1933-1966)
- Lino Rasdesales Gonzaga (1966-1973)
- Francisco Raval Cruces (1973-1994)
- Carmelo Dominador Flores Morelos (1994-2006)
- Romulo Geolina Valles (2006-2012)
- Romulo Tolentino de la Cruz (2014-2021)
- Julius Sullan Tonel (od 2023)